# Daedalochila hippocrepis
Daedalochila hippocrepis es una especie de molusco gasterópodo de la familia Polygyridae en el orden de los Stylommatophora. El diámetro de la concha de adultos es de 1 cm.

## Distribución geográfica
Es  endémica del estado de Texas en los  Estados Unidos. 